# Denn Spranklin

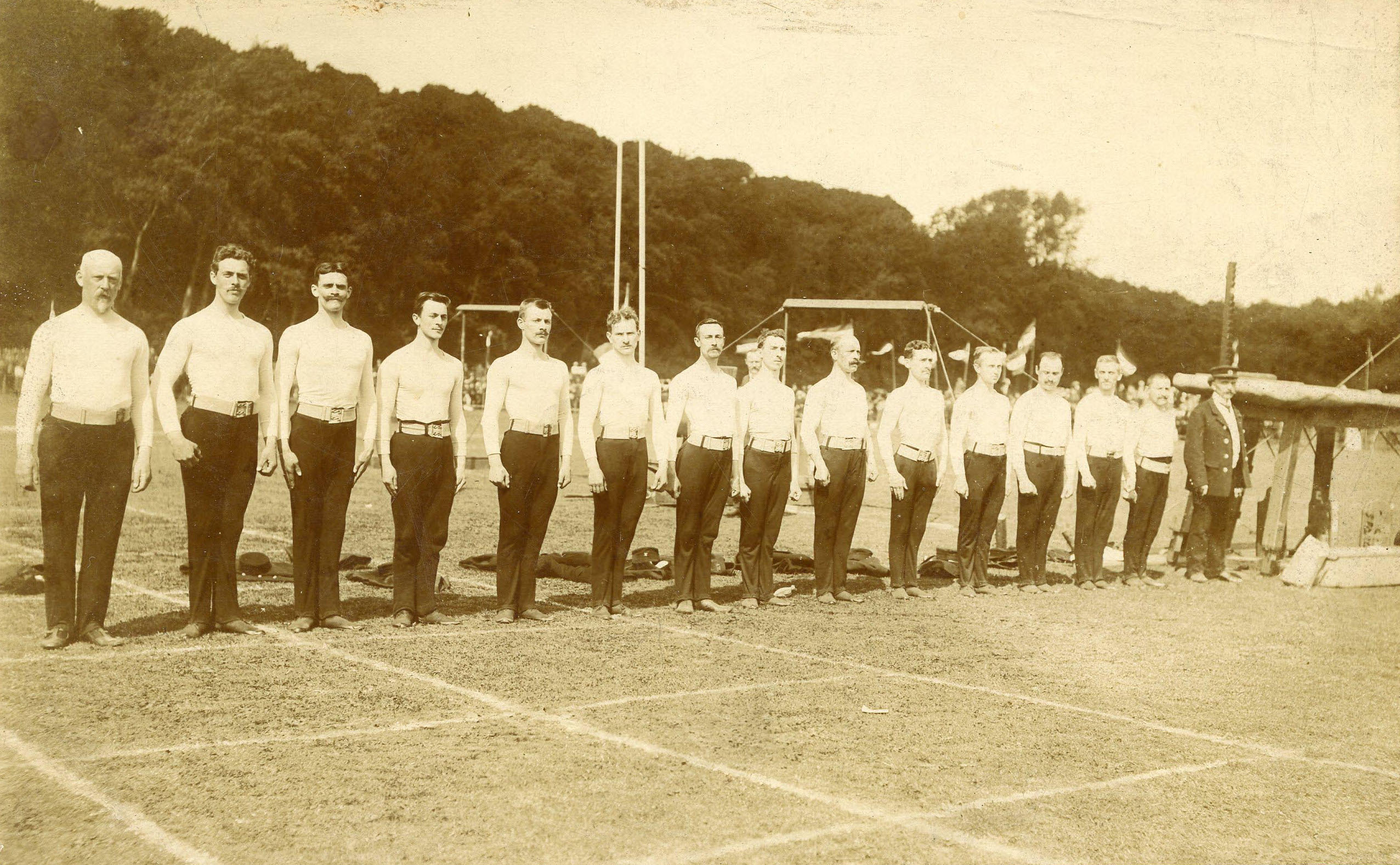
Het Nederlandse gymnastenteam op de Olympische Zomerspelen 1908

Abraham (Bram) de Oliveira (Amsterdam, 4 mei 1880 – Sobibór, 26 maart 1943), bekend onder zijn pseudoniem Denn Spranklin, was een Nederlands librettist en gymnast van Joodse afkomst.
Zijn ouders waren Joseph Jessurun de Oliveira (1839-1899) en Ester Roozeboom (1840-1862). In 1908 deed hij als turner mee aan de Olympische Spelen, waar hij met het Nederlandse team als zevende eindigde. Later werd hij onder de naam 'Denn Spranklin' beroemd als schrijver van operettelibretti en revue, vaak samen met componist Vada Ennem. In 1917 had het tweetal hun eerste grote succes met de operette Madorah, voor het eerst opgevoerd met o.a. Fien de la Mar, Louis Davids en Emmy Arbous. Hun grootste succes was de operette De Koningin van Montmartre, die ook in onder meer Duitsland en Wenen werd opgevoerd.
Op 26 maart 1943 werden zijn tweede vrouw Colette de Oliveira-Saphier en hijzelf om het leven gebracht in vernietigingskamp Sobibór.

## Libretti en revues
Operettes met Vada Ennem
- Madorah (1917)
- Vendetta (1918)
- De Koningin van Montmartre (1921)
- De Zilverwolf (1922); bewerking van de operette van Tony Thoms en Rudolf Frank
- Prins Moritz of Een Droom van Liefde (1923); bewerking van de operette van Robert Stolz
- De Russische Duivel (1923); bewerking van de operette van Max Winterberg
- De Pascha van Cairo (1924)
- Love boat (Liefdesboot) (1930)

Revue
- Europa Shimmy't (1922)
- Hoera! Olympiade! (1925); met Vada Ennem